# Jagdstaffel 3
La Jagdstaffel 3 (in tedesco: Königlich Preußische Jagdstaffel Nr 3, abbreviato in Jasta 3) era una squadriglia (staffel) da caccia della componente aerea del Deutsches Heer, l'esercito dell'Impero tedesco, durante la prima guerra mondiale (1914-1918).

## Storia
La Jagdstaffel 3 viene fondata il 10 agosto del 1916 e tre settimane dopo viene trasferita a supporto della 2ª Armata dell'esercito tedesco con un proprio aerodromo nei pressi di Péronne (Francia). La squadriglia viene poi trasferita a Guesnain vicino a Douai a supporto della 6ª Armata. Il suo successivo trasferimento presso Rumbeke avviene perché l'unita entra a far parte della Jagdgruppe 15 insieme alla  Jagdstaffel 8, alla Jagdstaffel 26 e alla Jagdstaffel 27, sotto il comando dell'Hauptmann Constantin von Bentheim prestando servizio presso la 4ª Armata. Il 5 febbraio 1918 la Jagdstaffel 3 viene riassegnata alla Jagdgruppe 9 insieme alla Jagdstaffel 28 e alla Jagdstaffel 37. L'Oberleutnant Herman Kohze viene messo al comandato sia della squadriglia che dello stormo. Nel luglio 1918 la squadriglia opera a supporto della 3ª Armata per essere poi definitivamente assegnata alla 19ª Armata.
L'unità viene inizialmente equipaggiata con gli aerei da caccia biplano monoposto Halberstadt D.III per poi essere sostituiti prima dagli Albatros D.III e successivamente dagli Albatros D.V.
Il Leutnant Georg Weiner è stato l'ultimo Staffelführer (comandante) della Jagdstaffel 3, dal settembre del 1918 fino alla fine della guerra. La Jasta è stata smobilitata l'11 novembre 1918.
Alla fine della prima guerra mondiale alla Jagdstaffel 3 vennero accreditate 87 vittorie aeree. Di contro, la Jasta 3 perse 16 piloti, uno fu fatto prigioniero di guerra, 4 piloti morirono in incidente di volo e 2 furono feriti in azione.

## Lista dei comandanti della Jagdstaffel 3
Di seguito vengono riportati i nomi dei piloti che si succedettero al comando della Jagdstaffel 3.
| Grado        | Nome                 | Periodo                             |
| ------------ | -------------------- | ----------------------------------- |
| Leutnant     | Ewald von Mellinthin | 10 agosto 1916 - 12 settembre 1916  |
| Leutnant     | Alfred Mohr          | 12 settembre 1916 - 1 aprile 1917   |
| Oberleutnant | Herman Kohze         | 1 aprile 1917 - 4 settembre 1918    |
| Leutnant     | Georg Weiner         | 5 settembre 1918 - 11 novembre 1918 |

## Lista degli aerei utilizzati della Jagdstaffel 3
- Halberstadt D.III
- Albatros D.III
- Albatros D.V